# Ахмедов, Бехзод Баходирович
Бехзод Баходирович Ахмедов (род. 14.02.1974, Ташкент, Узбекистан) — до 2012 года генеральный директор дочерней компании МТС в Узбекистане «Уздунробита». После скандального закрытия МТС-Узбекистан Ахмедов бежал из страны и был объявлен властями Узбекистана в международный розыск.
Окончил экономический факультет Национального университет Узбекистана.

## Генеральный Директор Uzdunrobita- МТС-Узбекистан
В 2012 года в результате проверки финансово-хозяйственной деятельности компании было возбуждено уголовное дело по фактам уклонения от уплаты налогов в особо крупных размерах, занятия деятельностью без лицензии, легализация доходов полученных от преступной деятельности. Было установлено что в период 2008—2012 годов компания под руководством Ахмедова причинила государству ущерб в размере 418 млрд 266,1 млн сумов (около $220 млн)
Не имея на то право Ахмедов осуществил реализацию товаров, работ и услуг через региональные филиалы на общую сумму 306 млрд 683 млн сумов" (почти $161 млн) . Используя незаконные махинации, Ахмедову удалось уклониться от уплаты налогов и других обязательных платежей в размере 34 млрд 628,3 млн сумов (свыше $18 млн) За такую хорошую работу, в качестве бонуса кроме денежных выплат с головного офиса МТС, Ахмедову, был куплен особняк на Рублевке за 5,4 млн долларов.
27 Июня 2012 года Генеральная Прокуратура Узбекистана на своём сайте заявила что проверка показала что должностные лица ИП ООО «Уздунробита» (МТС Узбекистан) использовали незаконные схемы уклонения от уплаты налогов. В связи с этим генеральному директору МТС — Узбекистан Ахмедову было предъявлено заочное обвинение.
Предварительно, 13 Июня (по другим данным 19 июня), генеральный директор МТС Андрей Дубовсков обратился в прокуратуру Узбекистана, в обращение говорилось что со стороны Ахмедова и других ответственных должностных лиц были допущены факты недобросовестного управления, введения в заблуждение, нецелевого использования средств и расхищения имущества компании. в сообщение говорилось что «Ахмедов Б. вместо дачи необходимых разъяснений, содействий и установлении истины и исправления ошибок, не выходит на работу и его нынешнее местонахождение не известно.»
В связи с этим в своем обращении президент МТС попросил содействия органов прокуратуры для устранения недостатков и установления местонахождения Ахмедова Бехзода. После чего Ахмедов был объявлен в международный розыск.
28 Июня в пресс-релизе прокуратуры говорилось, что Ахмедов сбежал из Ташкента сначала в Ереван, где вместе с вице-президентом ОАО МТС Распоповым, направился в Москву, в связи с этим была поставлена под сомнения позиция МТС в содействии расследованию параллельно в тот же день, на сайте МТС появился пресс-релиз который кардинально расходился с изначальной позицией компании, и теперь уже заявлялось что обвинения необоснованны.
Как стало известно позднее побег из Узбекистана Ахмедов совершил ещё 6 июня 2012 года когда выехал в Казахстан. Оттуда 9 июня рейсом KC911 вылетел в Стамбул. Далее он отправился в Париж. Затем он вылетел в Ереван рейсом 2560, а 19 июня сел на самолёт до Москвы, где, предположительно, находится в настоящее время.

## Скандал вокруг ТeliaSonera
При входе на Узбекский рынок, Ахмедов упоминается как партнёр Шведского мобильного оператора. При этом он представился агентом старшей дочери президента Узбекистана. На самом же деле, Ахмедов не представлял интересов Каримовой и лишь использовал знакомство с ней для достижения личных целей — сообщил швейцарский бизнес-журнал Bilan.ch.